# La Survie de Molly Southbourne
La Survie de Molly Southbourne (titre original : The Survival of Molly Southbourne) est un roman court fantastique et d'horreur de Tade Thompson paru en 2019 puis traduit en français et publié aux éditions Le Bélial' en 2020.
Ce roman court est le deuxième de la série Molly Southbourne.

## Résumé
La molly que Molly Southbourne a sélectionnée pour lui survivre appelle le numéro qui est tatoué sur son bras et se fait passer pour sa génitrice. Une équipe de spécialistes vient s'occuper de la maison et des traces de sang qui se trouvent sur elle, ne sachant pas que ce sang est inoffensif car les doubles de Molly sont stériles. On lui affecte un appartement dans lequel elle apprend à avoir une vie normale. Mais de nombreux cauchemars l'assaillent toutes les nuits. Petit à petit, elle devient paranoïaque, jusqu'au point où un jour elle attaque les passants autour d'elle, pensant être suivie, puis les policiers venus intervenir. Elle est finalement arrêtée puis incarcérée dans un hôpital psychiatrique.
Après plus d'un mois, une autre malade appelle le numéro tatoué sur son bras, et elle se retrouve alors facilement libre. Elle rejoint son appartement mais, à nouveau, l'impression d'être suivie la submerge. Attaquée dans les toilettes d'un bar, elle parvient à tuer la femme qui lui a tiré dessus puis à s'enfuir. Après un séjour dans un hôpital, elle regagne son appartement.
Elle se trouve un travail, toujours dans le but d'avoir une vie normale. Mais la monotonie et la solitude lui pèsent et elle commence à avoir des visions de mollys apparaissant dans sa vie quotidienne. Ces mollys sont différentes des vrais doubles, ne montrant aucune hostilité à son égard.
Un jour, elle reçoit un coup de téléphone de l'équipe de nettoyeurs, ce qui n'était jamais arrivé par le passé : c'est toujours elle, et c'était également toujours Molly, qui appelait. Il lui est demandé de se rendre à un lieu précis afin de passer quelques tests. Préférant fuir son appartement, elle rencontre la même femme qui lui avait tiré dessus et qu'elle avait réussi à tuer : elle dit s'appeler Tamara et ne lui vouloir aucun mal. Elle attaque la femme puis se retrouve nez à nez avec une seconde femme identique, dont elle se débarrasse aussi. Mais elle est ensuite submergée par de nombreux doubles de Tamara, plus qu'elle ne peut vaincre.
Elle se réveille plus tard, dans une maison, entourée d'une dizaines de doubles de Tamara, qui lui annoncent qu'elles ne veulent pas lui faire de mal. Tamara possède la même capacité que Molly à créer des doubles à partir de son sang, mais, à sa différence, elle vit en paix avec tous ses doubles. Et à l'inverse, l'équipe de nettoyeurs souvent appelée par Molly extermine les doubles de Tamara sans aucune raison. Tamara lui explique que sa mère, une Nigériane, est allée en Russie dans les années 1960 pour y suivre un cursus universitaire. Des expériences ont été faites sur elle, sans aucun effet néfaste apparent. Tamara la conduit ensuite dans la maison d'un vieil homme russe, Vitali Ignatiy Nikitovich. Il lui raconte avoir rencontré sa mère et lui dévoile que cette dernière, alors en Russie, s'est injectée le même sérum qui a été inoculé à la mère de Tamara.
Plus tard, elle décide de se rendre à l'adresse où on lui avait demandé d'aller afin de passer des tests. Elle est suivie par des tamaras. Attaquée par des agents du gouvernement, elle ne doit sa survie puis sa fuite qu'au sacrifice de dizaine de tamaras.
Quelque temps plus tard, elle décide de s'introduire dans la maison de Vitali Ignatiy Nikitovich. Elle découvre enfermées dans le sous-sol deux mollys affligées de sévères brûlures, qu'elle libère et nomme Mollyann et Moya. Elle décide alors de reprendre contact avec James Down, un professeur d'anatomie et ancien confident. Elle découvre qu'à la suite de leur précédente relation, ce dernier a un ventre distendu au point qu'il est plus grand que le reste de son corps. Quand elle arrive, la peau du ventre de James se fend et une molly s'en dégage, provoquant la mort de James. Elle la nomme Molina.
En compagnie de ses trois mollys, elle s'installe dans la ville d'Exeter. Elle efface le numéro de téléphone tatoué sur son bras et décide de changer de nom.